# André Luiz Frambach
André Luiz Pfaltzgraff Frambach (Niterói, 15 de febrero de 1997) es un actor brasileño, En 2006, comenzó su carrera actoral a la edad de 9 años, En 2007, debutó en la televisión, interpretando de niño al cantante Leandro en el especial Por Toda Minha Vida, debutó en el cine interpretando al hermano de Chico José cuando era niño en la película Chico Xavier. Desde 2022 sale con la cantante y actriz Larissa Manoela. 

## Carrera
Comenzó su carrera a los 9 años de edad; en 2006 participó de Histórias do Arco da Velha. Un año más tarde debutó en la televisión, interpretando en la versión joven de Leandro, de la pareja Leandro & Leonardo en el especial Por Toda Mi Vida. En 2008 interpretó a Davi en la miniserie Queridos Amigos. Ese mismo año, tomó el papel de la fase niño del personaje Juvenal en la novela Dos Tipos; y a Franzé, un niño criado, en la novela de la tarde, Ciranda de Piedra. Asimismo, tuvo una pequeña participación en un capítulo de La Favorita, en el papel de Huguinho. En 2009, participó de un capítulo de Paraíso, dando vida al personaje de Zico. En 2010, interpretó a Cridinho, hijo adoptivo de Candé (Hube Visto Holtz) en la novela Passione. El mismo año, debutó en el cine interpretando el hermano de Chico José en la fase niño en la película Chico Xavier.
En 2016, tras de 6 años alejado de la pantalla chica, interpretó Juninho en la novela  A Lei do Amor. En 2018, integró en el elenco de la vigésima temporada sexta temporada de Malhação interpretando Márcio, uno de los protagonistas de la trama. En 2019, tomó el personaje de Julinho, uno de los protagonistas de la novela de las seis Éramos Seis, y en 2022 el de Miguel, en la serie web juvenil Temporada de Verão, distribuida en la plataforma Netflix.

## Filmografía

### Televisión
| Televisión | Televisión                  | Televisión                              | Televisión                  |
| ---------- | --------------------------- | --------------------------------------- | --------------------------- |
| Año        | Título                      | Papel                                   | Notas                       |
| 2007       | Por Toda Minha Vida         | Leandro (niño)                          | Episodio: "Leandro"         |
| 2008       | Queridos Amigos             | Davi Rosemberg Neto                     |                             |
| 2008       | Dos caras                   | Juvenaldo Ferreira (niño)               | Episodio: "14–21 de mayo"   |
| 2008       | Ciranda de Pedra            | Francisco José Carmelo Cassini (Franzé) |                             |
| 2008       | Dancinha dos Famosos        | Participante                            |                             |
| 2008       | La favorita                 | Huguinho                                | Episodio: "25 de noviembre" |
| 2009       | Ciudad Paraíso              | Zico                                    | Episodio: "22 de abril"     |
| 2010       | Passione                    | Cridinho                                |                             |
| 2016       | Sombras del Ayer            | Misael de Oliveira Júnior (Juninho)     |                             |
| 2017       | El rico y Lázaro            | Labasi-Marduque (joven)                 |                             |
| 2018–19    | Malhação: Vidas Brasileiras | Márcio Porto                            | Temporada 26                |
| 2019       | Éramos Seis                 | Júlio Abílio de Lemos Filho (Julinho)   |                             |
| 2022       | Temporada de Verano         | Miguel                                  | Serie de Netflix            |
| 2022       | Cara & Coragem              | Rico                                    |                             |

### Cine
| Cine | Cine         | Cine         | Cine           |
| ---- | ------------ | ------------ | -------------- |
| Año  | Título       | Papel        | Notas          |
| 2010 | Chico Xavier | José (joven) |                |
| 2017 | Dormente     |              | Corta-metragem |
| 2020 | Modo Avión   | João         | Netflix        |

## Teatro
| Teatro | Teatro                     |
| ------ | -------------------------- |
| Año    | Obra                       |
| 2006   | Histórias do Arco da Velha |
| 2008   | Natal Na Praça             |

## Vida personal
En enero de 2019, anunció su relación con Rayssa Bratillieri, compañera de elenco en la novela Malhação y Éramos Seis. La pareja confirmó su separación en junio de 2021. En julio de 2022, después de rumores, confirmó un romance con la actriz Larissa Manoela con quien actuó en su primera película en la Netflix.